# Цикл оборотня
«Цикл оборотня» (англ. Cycle of the Werewolf) — роман американского писателя Стивена Кинга в жанре готической литературы, опубликованный в 1983 году издательством The Land of Enchantment.

## Сюжет
В городке Таркерз-Миллз, что в штате Мэн, на протяжении нескольких месяцев происходят убийства в полнолуния.
Мальчику-инвалиду Марти Кослоу удаётся выжить после нападения оборотня благодаря петардам, которые ему привёз дядя Эл. После нескольких убийств братья Циммерман решают организовать охоту на оборотня, призывая жителей городка на помощь. Данное предприятие оказывается неудачным, и происходит ещё одно убийство. 
В это время преподобный Лоу осознаёт, что оборотень - это он. Но он не желает сдаваться или убегать, а решается убить Марти, который шлёт ему записки. 
Марти просит дядю Эла привезти пистолет, заряженный серебряными пулями. Он знает, что оборотень придёт за ним. 
После того, как оборотень врывается в комнату Марти, он стреляет в него из пистолета, и тот умирает, приобретая облик преподобного Лоу.

## Публикация
Изначально произведение было задумано как календарь на тему оборотней и Кинга попросили написать 12 небольших рассказов для каждого месяца. Рассказы получились гораздо длиннее, чем предполагалось, и к тому же календарный проект был заброшен. Кинг решил издать произведение отдельной книгой:74-75.
Частное издательство «Страна магии» (англ. The Land of Enchantment) выпустило 127-страничный роман в 1983 году крупноформатным изданием в твёрдом переплёте с суперобложкой и футляром, с двенадцатью иллюстрациями художника Берни Райтсона:74-75. Книга была опубликована ограниченным тиражом (350 экземпляров, 250 из которых пронумерованные и подписанные Кингом и Райтсоном). Сейчас это издание «Цикла оборотня» является одной из наиболее дорогостоящих книг Стивена Кинга, и цены на хорошо сохранившиеся экземпляры оцениваются в полторы-две тысячи долларов.
Два года спустя, в 1985 году, издательство Signet опубликовало произведение в общедоступном издании в мягком переплёте. Так как оно было приурочено к выходу экранизации, роман сменил название на «Серебряную пулю». Права на публикацию романа с 2016 года принадлежат издательству Scribner.

## Критика
Дон Херрон подчеркнул малый объём произведения, посчитав, что автор, вероятно потратил на его написание всего пару дней. Он считал, что существование романа оправдано только благодаря прекрасным иллюстрациям Райтсона. В произведении наличествуют красивые описания сезонных изменений, однако «сколько миллионов раз были описаны времена года, с тех пор как человек взялся за перо?». То обстоятельство, что оборотень — это священник, а мальчик-калека должен спастись, только добавляет клишированности сюжету. Шерон Рассел считала, что главный герой был готов жертвовать собой, чтобы спасти город от убийцы. В центре сюжета использована концепция внутреннего двойника, согласно которой хорошие в целом люди могут творить плохие вещи. Оборотень — традиционный вариант «ужаса изнутри».

## Экранизация
Экранизация появилась в 1985 году в качестве режиссёрского дебюта Дэниэла Аттиаса. Кинг лично написал для неё сценарий.